# Kromosom 2 (mennesket)
Kromosom 2 er et af menneskets 23 kromosompar, og menneskets celler indeholder sædvanligvis to kopier af dette kromosom. Kromosom 2 er det næststørste kromosom hos mennesket, idet det omfatter mere end 242 millioner basepar  (DNA's byggesten) og repræsenterer næsten 8% af det samlede DNA i cellerne.
Identificering af generne på hvert kromosom er et aktivt område inden for genforskningen. Eftersom forskerne benytter forskellige metoder til at anslå antallet af gener på hvert kromsom, findes der varierende angivelser af antallet. Kromosom 2 indeholder sandsynligvis i omegnen af 1.192 til 1.282 protein kodende gener, herunder de, som hører til HOXD homeobox- gengruppen.

## Evolution
Alle medlemmer af den biologiske familie menneskeaber (Hominidae), bortset fra mennesket, har 24 kromosompar, idet mennesket kun har 23 par. Menneskets kromosom 2 er alment accepteret at være resultatet af, at to tidligere kromosomer er blevet til et enkelt ved at hægte deres ender sammen.
Denne opfattelse er begrundet i følgende forhold:
- Overensstemmelsen mellem kromosom 2 og to selvstændige kromosomer hos aberne. Menneskets nærmeste slægtning hos dyrene, den almindelige chimpanse, har dna-sekvenser, som er næsten helt identiske med menneskets kromosom 2, men de findes på to selvstændige kromosomer. Det samme gælder for de mere fjerntstående arter gorillaen og orangutangen. [7][8]
- Tilstedeværelsen af et rudimentært centromer (et centromer er en indsnævning på et kromosom, som udgør et hæftningspunkt for proteintråde under mitose). Et kromosom har normalt kun en centromer, men på kromosom 2 er der rester af endnu et centromer. [9]
- Tilstedeværelsen af rudimentære telomerer. Disse findes normalt kun i et kromosoms ender, men i kromosom 2 er der yderligere telomer-sekvenser midt på. [10]

Opbygningen af kromosom 2 anses derfor for en stærk støtte til opfattelsen af, at mennesket og aberne har en fælles forfader. Ifølge forskeren J. W. IJdo: "We conclude that the locus cloned in cosmids c8.1 and c29B is the relic of an ancient telomere-telomere fusion and marks the point at which two ancestral ape kromosoms fused to give rise to human kromosom 2."

## Gener
De følgende gener findes på kromosom 2:
| Gen            | Beskrivelse |
| -------------- | --- |
| ABCA12         | ABC-tranportør (ATP-bindende proteinfamilie), underfamilie A (ABC1), medlem 12                                     |
| ABCG5 og ABCG8 | ABC-tranportør, underfamilie A, medlem 5 og 8                                                                      |
| AGXT           | alanin-glyoxylat-aminotransferase (oksalose I; hyperoxaluri I; glycolicaciduri; serin-pyruvat aminotransferase)    |
| ALMS1          | Alström-syndrom 1                                                                                                  |
| ALS2           | amyotrofisk lateral sklerose 2 (ungdomstype)                                                                       |
| BMPR2          | morfogenetisk knogleproteinreceptor, type II (serin/threonin kinase)                                               |
| COL3A1         | kollagen, type III, alfa 1 (Ehlers-Danlos-syndrom type IV, autosomal dominant)                                     |
| COL4A3         | kollagen, type IV, alfa 3 (Goodpasture antigen)                                                                    |
| COL4A4         | kollagen, type IV, alfa 4                                                                                          |
| COL5A2         | kollagen, type V, alfa 2                                                                                           |
| HADHA          | 3-hydroxyl-CoA dehydrogenase/3-ketoacyl-CoA thiolase/enoyl-CoA hydratase (trifunktionelt protein), alfa underenhed |
| HADHB          | 3-hydroxyl-CoA dehydrogenase/3-ketoacyl-CoA thiolase/enoyl-CoA hydratase (trifunktionelt protein), beta underenhed |
| MSH2           | mutS homolog 2, kolorektal cancer, non-polypøs type 1 (E. coli)                                                    |
| MSH6           | mutS homolog 6 (E. coli)                                                                                           |
| NR4A2          | kernereceptor underfamilie 4, gruppe A, medlem 2                                                                   |
| OTOF           | otoferlin |
| PAX3           | Pax-gen 3 (Waardenburg-syndrom 1)                                                                                  |
| PAX8           | Pax-gen 8 |
| PELI1          | Ubiquitin ligase                                                                                                   |
| SLC40A1        | opløsningstransportør (SLC - membrantransport-proteingruppe), familie 40 (jern-reguleret transportør), medlem 1    |
| TPO            | thyreoperoxidase                                                                                                   |
| TBR1           | T-box, hjerne, 1                                                                                                   |

## Relaterede sygdomme og uregelmæssigheder
Nedenstående sygdomme har sammenhæng med fejl i gener, som hører til kromosom 2:
| - Arvelig ikke-polypøs kolorektal cancer - Autisme - Alport-syndrom - Alström-syndrom - Amyotrofisk lateral sklerose - Amyotrofisk lateral sklerose - ungdomstype - Amyotrofisk lateral sklerose, type 2 - Døvhed (non-syndromisk) - Døvhed (non-syndromisk, autosomal recessiv) - Ehlers-Danlos-syndrom - Klassisk Ehlers-Danlos-syndrom - Vaskulær Ehlers-Danlos-syndrom - Fibrodysplasia ossificans progressiva - Ichthyosis, harlekin-type | - Hæmokromatose - Hæmokromatose, type 4 - Infantile-onset ascending hereditary spastic paralysis - Langkædet 3-hydroxyl-CoA dehydrogenasemangel - Medfødt hypotyreose (hypothyreoidisme) - Mitokondriel trefunktionel proteinmangel - MODY-diabetes (Maturity-onset diabetes of the young, diabetes type 6) - Oksalose (primær hyperoxaluri type 1) - Højt blodtryk i lungekredsløbet (primær pulmonal hypertension) - Sitosterolæmi (også kaldet fytosterolæmi, enten ABCG5 eller ABCG8 er ude af funktion) - Synæstesi - Waardenburg-syndrom |